# Jean-Baptiste-Alfred Cornilliet
Jean-Baptiste-Alfred Cornilliet ou Alfred Cornilliet, né à Versailles le 1er mars 1807 et mort dans la même vile le 1er mars 1876, est un lithographe, graveur et peintre français.

## Biographie
Jean-Baptiste-Alfred Cornilliet naît à Versailles le 1er mars 1807,, de Jean Charles Michel Cornilliet, bijoutier, et de Catherine Rosalie Masset.
Actif dans cette ville à partir de 1822, il est principalement graveur de reproduction spécialisé dans la manière noire et la lithographie. Cornilliet expose au Salon de peinture et de sculpture de 1846 à 1867 de grandes lithographies à encadrer, avec notamment une mention honorable en 1857. Il réalise de nombreuses copies de tableaux célèbres, tant de maîtres anciens que d'artistes modernes, notamment les peintres belges Charles Soubre, dont il contribue à développer la notoriété, et Nicaise De Keyser.
En 1829, il épouse Aglaé Virginie Laurençot. Leur fils Jules Cornilliet deviendra également peintre et graveur.
On connaît aussi de lui des peintures de paysage,.
En 1863, il emménage rue Saint-Georges, à Versailles.
Il meurt à son domicile le jour de ses 69 ans.

## Œuvre
Les œuvres de Jean-Baptiste-Alfred Cornilliet sont notamment conservées dans les institutions muséales suivantes :
- France
  - Bibliothèque nationale de France[9],[10]
- Pays-Bas
  - Rijksmuseum Amsterdam[11]
  - Bibliothèque universitaire de Leyde (université de Leyde)[12]
- Royaume-Uni
  - British Museum[13]

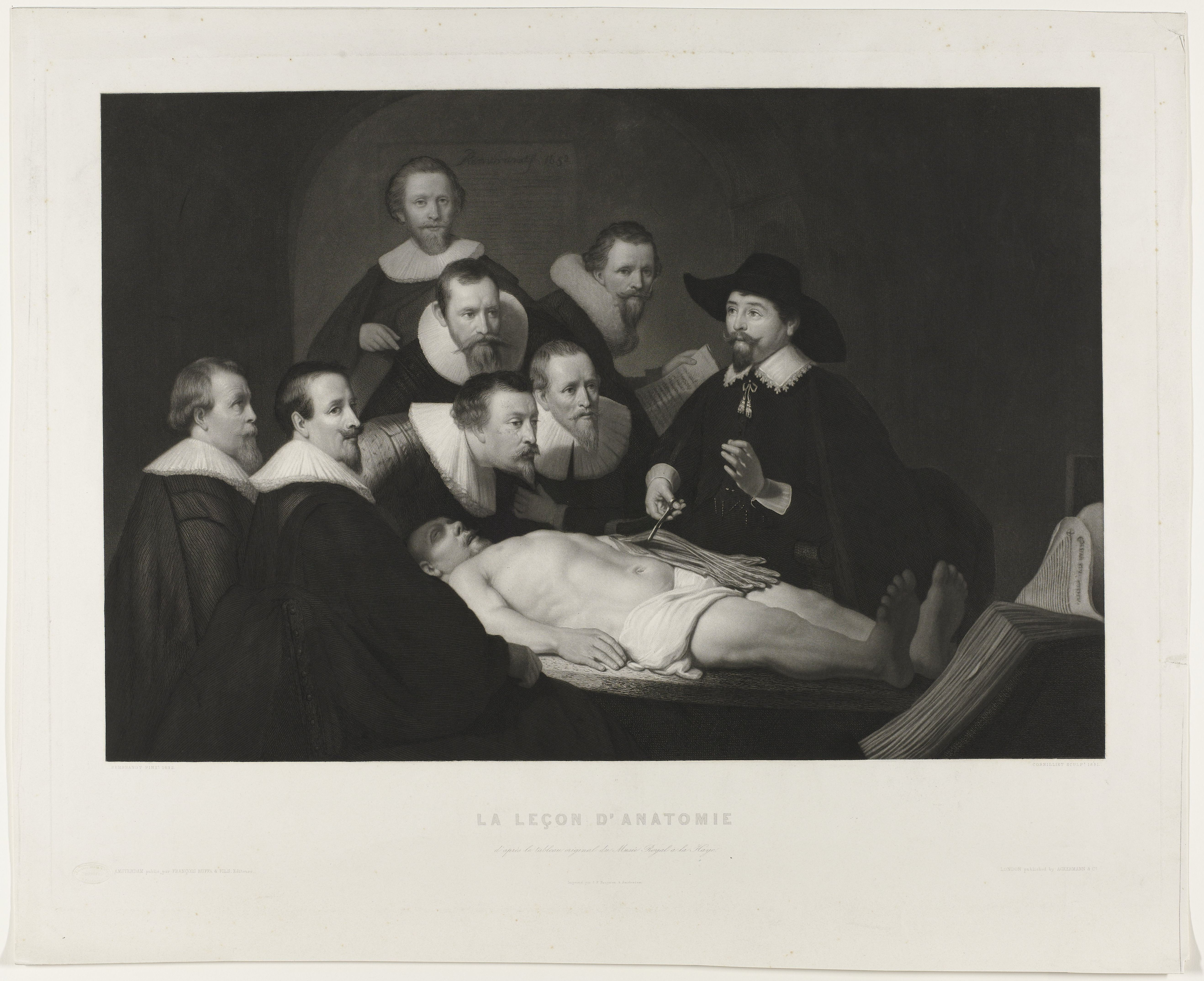
Reproduction en manière noire de La Leçon d'anatomie du docteur Tulp de Rembrandt (1851, Rijksmuseum Amsterdam).
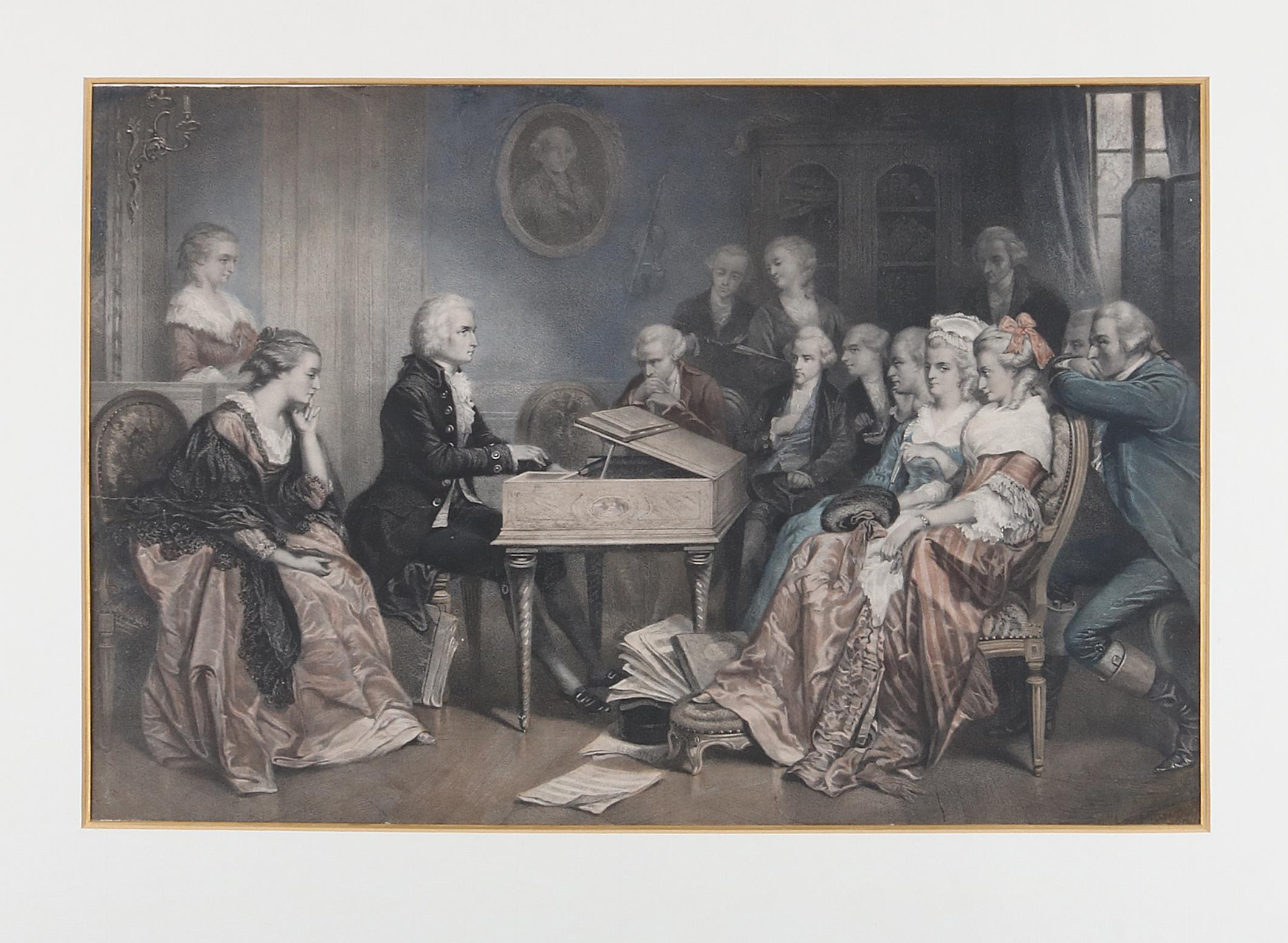
Reproduction en lithographie de Mozart au clavecin d'Édouard Jean Conrad Hamman (n. d., coll. priv.).
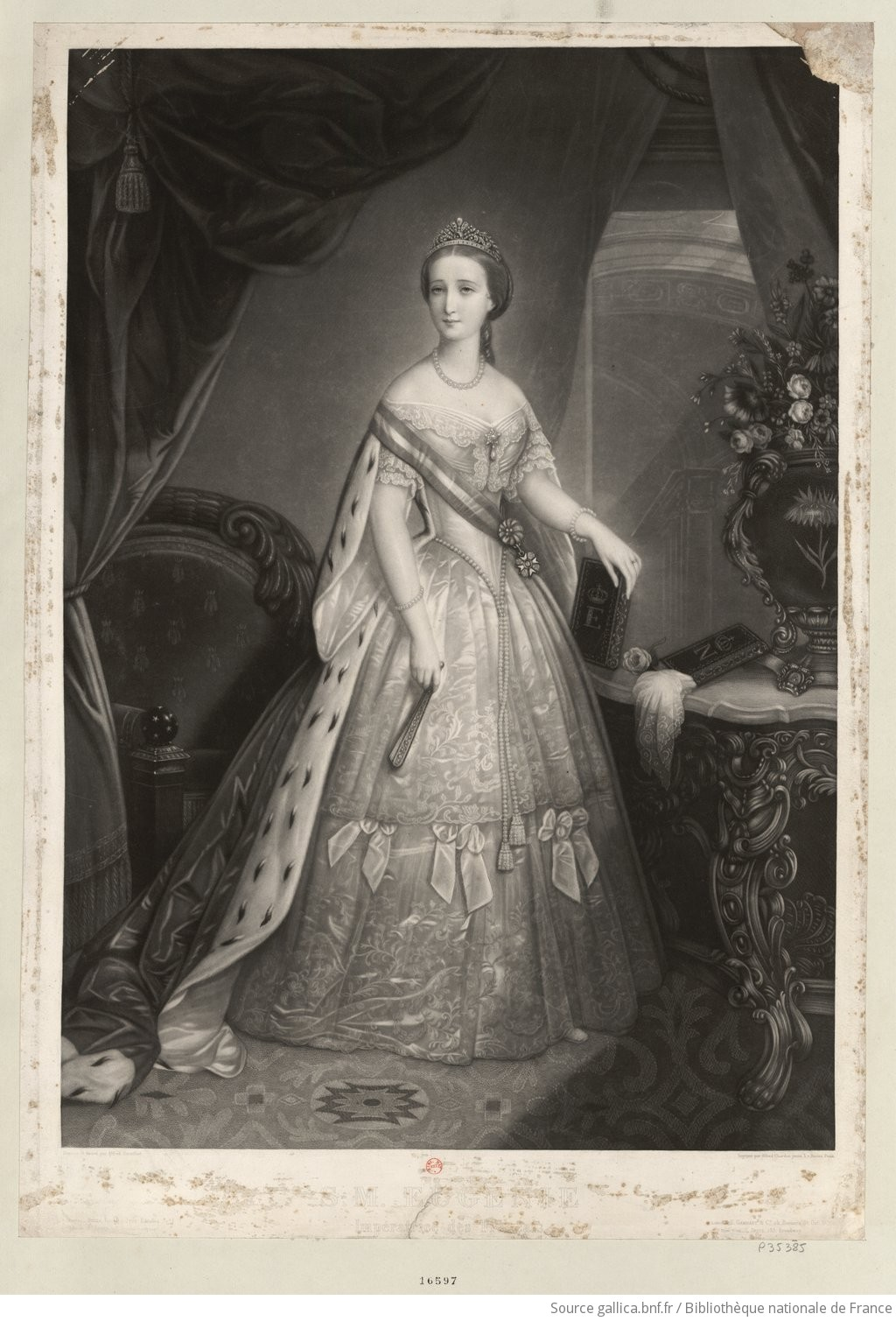
Eugénie Impératrice des Français, manière noire originale de Cornilliet (1853, Bibliothèque nationale de France).